# Лобок (деревня)
Лобок — деревня в Невельском муниципальном округе Псковской области России. Численность населения деревни в 2010 году составляла 125 жителей.

## География
Расположена в 17 км к югу от города Невель, в приграничье с Республикой Беларусь, в сторону Витебска. Находится на западном берегу озера Езерище.
Возле деревни находятся несколько урочищ: Богозино (опустевшая деревня, упразднена решением Псковского облисполкома в 1987 году), Краваи, она же Караваи (упразднена решением Псковского облисполкома в 1988 году), Крякино (упразднена решением Псковского облисполкома в 1987 году).

## История
В конце XIX — начале XX века в Дубининской волости Городокского уезда, в составе Боярской сельской общины и Руднянского православного прихода.
В 1941—1943 гг. деревня находилась под нацистской оккупацией войсками вермахта Германии. Освобождён в ходе Невельской наступательной операции.
С 26 января 1995 до апреля 2015 года деревня входила в состав ныне упразднённого сельского поселения «Лобковская волость», в качестве её административного центра.
До 2023 года входила в состав сельского поселения «Артёмовская волость» до его упразднения.

## Население
| 2001 | 2002 | 2010 |
| ---- | ---- | ---- |
| 133  | ↘100 | ↗125 |

Численность населения деревни по оценке на начало 2001 года составляет 133 человек, по переписи 2002 года — 100 человек, на 2010 год — 125 человек.
Национальный состав
Согласно результатам переписи 2002 года, в национальной структуре населения русские составляли 87 % от 100 жителей:
| Национальность    | Численность, чел. | Доля |
| ----------------- | ----------------- | ---- |
| Русские           | 87                | 87%  |
| Другие (белорусы) | 13                | 13%  |
| Итого             | 100               | 100% |

## Инфраструктура
В деревне организован таможенный переход «Невельский».

## Транспорт
Через деревню проходит федеральная трасса М20 «Псков» Санкт-Петербург — Псков — Пустошка — Невель — Граница с Республикой Беларусь, являющаяся частью Европейского маршрута E 95. Деревня Лобок является последним населённым пунктом на трассе, вплотную примыкая к границе с Беларусью.